# جزیره کلیپرتون
جزیره کلیپرتون (Île Clipperton در اختیار فرانسه) جزیره‌ای مرجانی و غیرمسکونی در شرق اقیانوس آرام، جنوب غربی مکزیک و غرب کاستاریا
نام جزیره مأخوذ از نام جان کلیپرتون دزد دریایی انگلیسی که در ۱۷۰۵ در این جزیره پناهگاه ساخت.